# آلتا آلن
آلتا آلن (انگلیسی: Alta Allen؛ ۶ سپتامبر ۱۹۰۴ – ۲۴ ژوئیهٔ ۱۹۹۸) یک هنرپیشه اهل ایالات متحده آمریکا بود.

## بخشی از فیلمشناسی
از فیلم‌ها یا برنامه‌های تلویزیونی که وی در آن نقش داشته‌است می‌توان به آثار زیر اشاره کرد.
- همسرم باش (1921)